# Eunidia quadrialbosignata
Eunidia quadrialbosignata es una especie de escarabajo longicornio del género Eunidia, categorizada en la tribu Eunidiini, de la subfamilia Lamiinae. Fue descrita por Breuning en 1965.

## Descripción
Mide 9-11 mm de longitud.

## Distribución
Se distribuye por República Democrática del Congo y Zambia.